# 专修大学北海道短期大学
专修大学北海道短期大学（日语：／ Senshū Daigaku Hokkaidō Tanki Daigaku *），简称专北短，是过去一所位于日本北海道美呗市的私立短期大学。

## 概要

### 简介
- 短期大学为于1968年开办[1][2]、由学校法人专修大学经营。招生到于2010年[3]、停办于2013年[4]。为男女同校从开办

### 历史
- 1968年 专修大学美呗农工短期大学成立并同时设置三个学科、以下列举[1]。
  - 农业机械科
  - 农业土木科
  - 农业经营科
- 1973年 改名为专修大学北海道短期大学。农业土木科改名为土木科、 农业经营科改名为商科[1][3]。
- 1975年 两个专攻成立于专科、以下列举。
  - 土木专攻
  - 农业机械专攻
- 1983年 两个学科成立、以下列举[3]。
  - 造园林学科
  - 经济科
- 1992年 造园林学专攻成立于专科。
- 2003年 三个学科成立、以下列举[3]。
  - 土木科→环境系统科
  - 农业机械科→农业科学科
  - 造园林学科→园芸緑地科
- 2005年 五个学科各自招生最后。次年各自合并为绿地总合科学科[注 2]和商経社会总合学科。专科三专攻改名为、以下列举。
  - 土木专攻→环境系统学专攻
  - 农业机械专攻→农业科学专攻
  - 造园林学专攻→园芸绿地学专攻
- 2010年 最后一年招生、次年停止招生[3]（正式停办于2013年6月8日[4]）。

## 学校环境
- 校区：在了北海道美呗市[注 1]

## 历任校长
- 相马胜夫：第一代短期大学校长[5]。
- 工藤正义：最后短期大学校长[4]

## 组织

### 招生从2006年到2010年的学科
- 绿地总合科学科[注 2]
- 商経社会总合学科

### 到2005年的学科
| - 农业科学科 - 商科 - 环境系统科 - 园芸绿地科 - 经济科 |

### 专科
| - 环境系统学专攻 - 农业科学专攻 - 园芸绿地学专攻 |

### 业余课程
| - 没有 |

### 附属机关
| - 地区总合科学研究中心 |

## 知名校友
- 江连裕子:女播音员
- B course：搞笑艺人

## 相关链接
- 日本短期大学列表
- 专修大学短期大学部